# Erykine

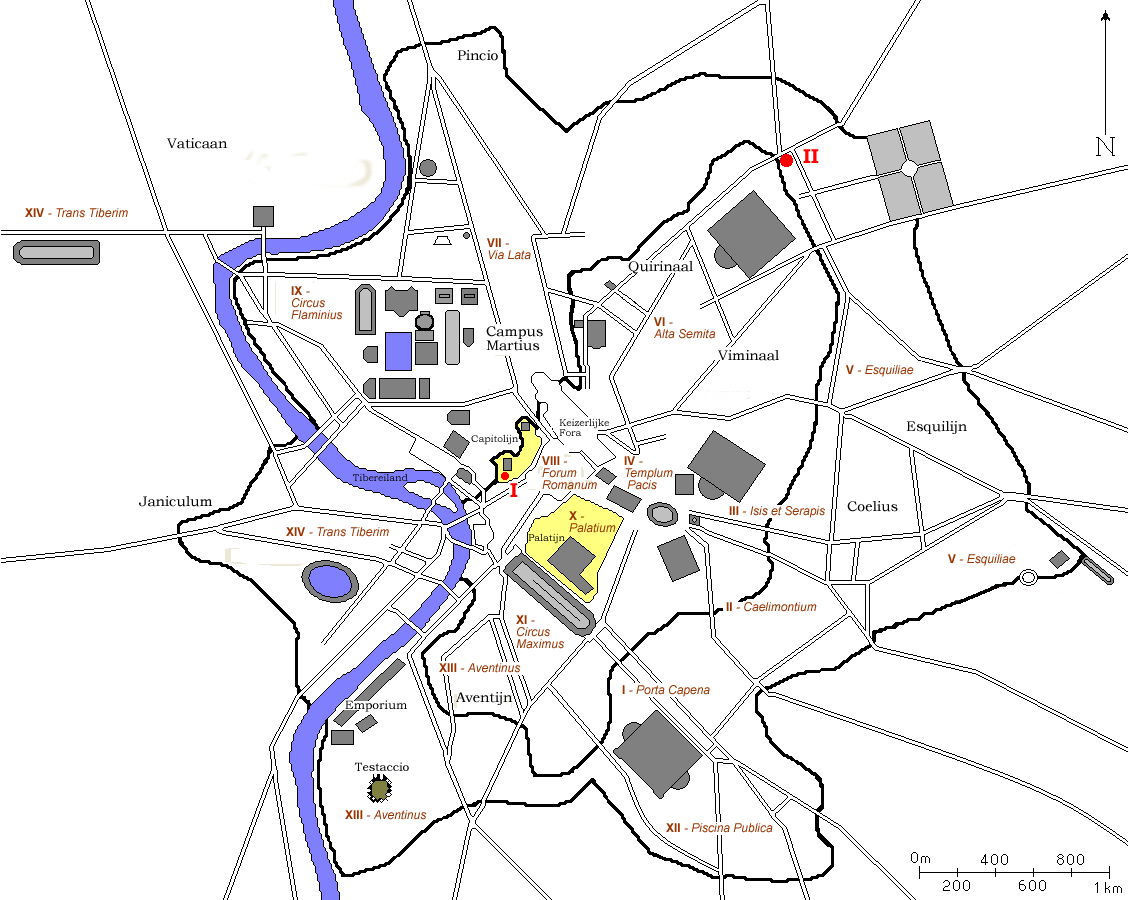
Lage der beiden Tempel der Venus Erycina in Rom

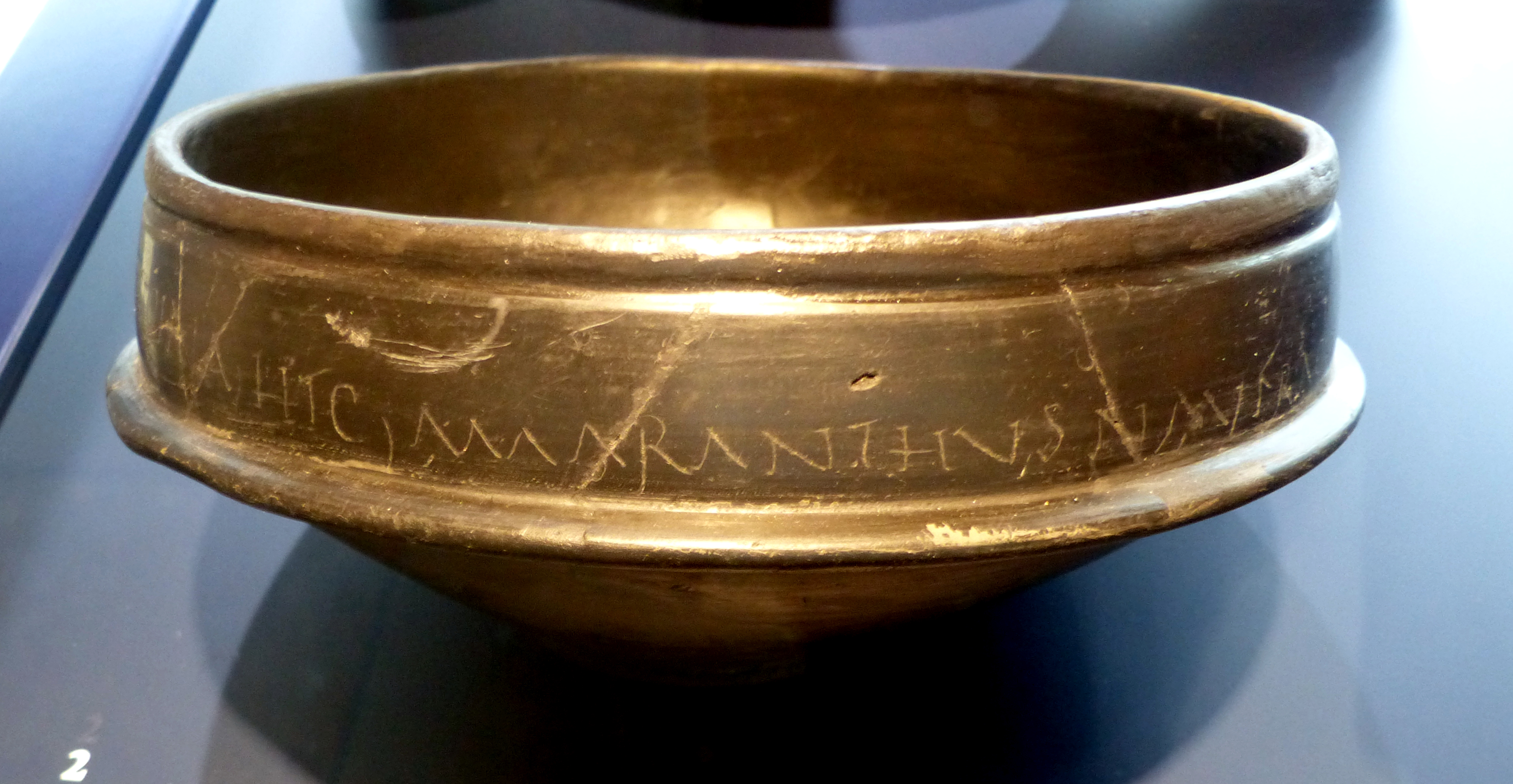
Votiv für Erykine, Limesmuseum Aalen

Erykine (altgriechisch Ἐρυκίνη Erykínē) ist ein Beiname der Aphrodite, in seiner lateinischen Form Erucina der Venus.
Der Beiname stammt vom Berg Eryx in Sizilien, dem heutigen Erice, wo sie ihren Haupttempel hatte. Nach Diodor wurde der Tempel von ihrem Sohn Eryx und seinem Vater Butes errichtet, bei Vergil wurde er von Aeneas erbaut. Nach Pausanias errichtete ihr Eryx’ Tochter Psophis einen weiteren Tempel in Arkadien.
Ihr Kult drang auch in Rom ein, wo man der Venus Erycina 217 v. Chr. einen prächtigen Tempel auf dem Kapitol und im Jahre 181 v. Chr. einen zweiten vor der Porta Collina auf dem Quirinal weihte.